# وستوک ۶
وستوک ۶ (به روسی: Восток)(به معنای شرق) ششمین و آخرین مأموریت سرنشین دار سازمان فضایی شوروی در پروژه وستوک می‌باشد. این مأموریت به طور مشترک و همزمان با وستوک ۵ انجام شد و برای نخستین بار یک فضانورد زن را در مدار زمین قرار داد.

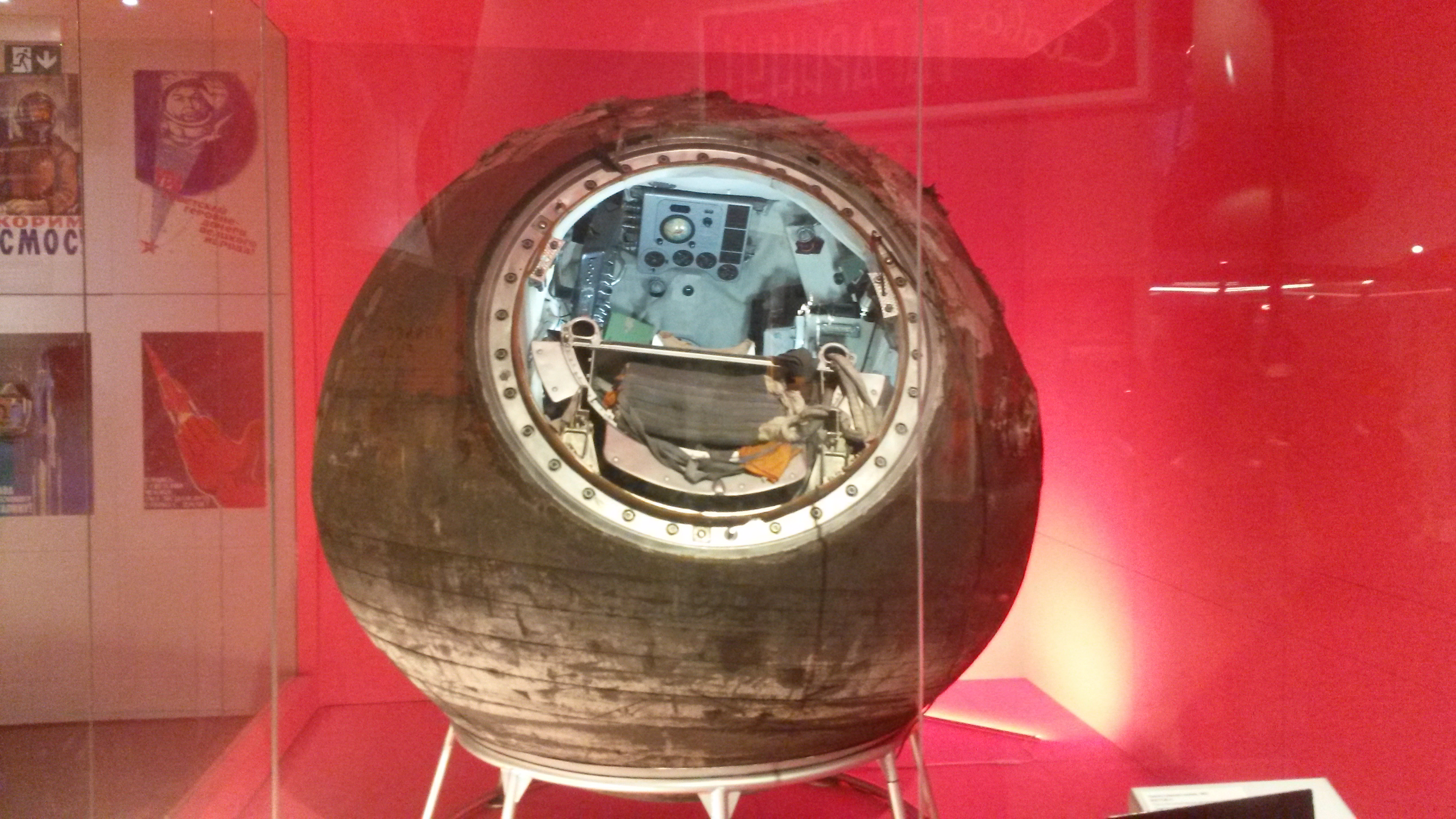
ماژول فرود وستوک ۶ در موزه

## خدمه مأموریت
| شماره | نام             | ملیت               | تعداد پرواز | تصویر |
| 1     | والنتینا ترشکوا | اتحاد جماهیر شوروی | ۱           |       |